# Danh sách đại thần Nội các nhà Minh
Niên biểu Nội Các đại thần nhà Minh bao gồm tất cả thành viên Nội Các nhà Minh bắt đầu từ năm Hồng Vũ thứ 35 (1402) kéo dài đến năm Sùng Trinh thứ 17 (1644). Ban đầu Nội Các đảm nhiệm vai trò thư ký của Hoàng đế, từ thời Minh Nhân Tông về sau quyền lực Nội Các ngày càng lớn, dần trở thành cơ quan hành chính tối cao của nhà Minh. Số lượng thành viên Nội Các dao động từ 1 đến 7 người, đôi khi kiêm nhiệm vị trí thượng thư hoặc thị lang tại Lục Bộ nên còn được gọi là Các Bộ.

## Nội Các thời kỳVĩnh Lạc(1402 - 1424)
Tháng 6 năm Kiến Văn thứ 4 (1402), Yên Vương Chu Đệ giành chiến thắng trong Tĩnh Nan Chi Dịch, đăng cơ hiệu là Minh Thành Tổ. Ông ta xóa bỏ niên hiệu Kiến Văn, thay thế vào đó là kéo dài số năm của triều đại Hồng Vũ từ 31 thành 35 năm, sau đó cải niên hiệu thành Vĩnh Lạc nguyên niên. Tháng 8 năm Hồng Vũ thứ 35, Minh Thành Tổ triệu Giải Tấn, Hoàng Hoài gia nhập Văn Uyên Các. Tháng tiếp theo triệu Hồ Quảng, Dương Vinh, Dương Sĩ Kỳ, Kim Ấu Tư, Hồ Nghiễm tham gia, qua đó thiết lập chế độ Nội Các. Tuy nhiên thành viên Nội Các đến từ Hàn Lâm Viện biên tu, kiểm thảo, thị độc, không kiêm nhiệm chức vụ trong Lục bộ, cũng như không cai quản Cửu khanh. Quan viên Cửu khanh có thể thượng tấu mà không phải thông qua Nội Các.
| Thời gian                                                | Nội Các thủ phụ                                   | Thành viên Nội Các                                                             | Ghi chú |
| -------------------------------------------------------- | ------------------------------------------------- | ------------------------------------------------------------------------------ | --- |
| Kiến Văn năm thứ 4 – Hồng Vũ năm thứ 35, Nhâm Ngọ (1402) | Hoàng Hoài (đến tháng 11), Giải Tấn (từ tháng 11) | Hoàng Hoài, Hồ Quảng, Dương Vinh, Giải Tấn, Dương Sĩ Kỳ, Kim Ấu Tư, Hồ Nghiễm. | Hoàng Hoài bị giáng chức. |
| Vĩnh Lạc nguyên niên, Quý Mùi (1403)                     | Giải Tấn                                          | Giải Tấn, Hoàng Hoài, Hồ Quảng, Dương Vinh, Dương Sĩ Kỳ, Hồ Nghiễm, Kim Ấu Tư. | |
| Vĩnh Lạc năm thứ 2, Giáp Thân (1404)                     | Giải Tấn                                          | Giải Tấn, Hoàng Hoài, Hồ Quảng, Hồ Nghiễm, Dương Vinh, Dương Sĩ Kỳ, Kim Ấu Tư. | Quy định phẩm hàm của Nội Các Đại Học Sĩ tối thiểu từ Chính Ngũ Phẩm trở lên. |
| Vĩnh Lạc năm thứ 3, Ất Dậu (1405)                        | Giải Tấn                                          | Giải Tấn, Hoàng Hoài, Hồ Quảng, Dương Vinh, Dương Sĩ Kỳ, Kim Ấu Tư.            | |
| Vĩnh Lạc năm thứ 4, Bính Tuất (1406)                     | Giải Tấn                                          | Giải Tấn, Hoàng Hoài, Hồ Quảng, Dương Vinh, Dương Sĩ Kỳ, Kim Ấu Tư.            | Giải Tấn nhân việc can gián hành vi xin lễ nghi vợ lẽ vượt vợ cả của Hán vương Chu Cao hú bị Thành Tổ trách phạt. Toàn bộ Nội Các, trừ Giải Tấn, thăng hàm đến Nhị phẩm.                                                                     |
| Vĩnh Lạc năm thứ 5, Đinh Hợi (1407)                      | Giải Tấn (đến tháng 2), Hồ Quảng                  | Giải Tấn, Hoàng Hoài, Hồ Quảng, Dương Vinh, Dương Sĩ Kỳ, Kim Ấu Tư.            | Chu Cao Hú gièm pha, Giải Tấn bị biếm chức, giáng làm tham nghị ở Quảng Tây Bố chính sứ ty. Hồ Quảng đảm nhậm chức Tả Xuân phường Đại học Sĩ, đồng thời đảm nhậm vị trí Thủ phụ Nội Các.                                                     |
| Vĩnh Lạc năm thứ 6, Mậu Tý (1408)                        | Hồ Quảng                                          | Hồ Quảng, Hoàng Hoài, Dương Vinh, Dương Sĩ Kỳ, Kim Ấu Tư.                      | |
| Vĩnh Lạc năm thứ 7, Kỷ Sửu (1409)                        | Hồ Quảng                                          | Hồ Quảng, Hoàng Hoài, Dương Vinh, Dương Sĩ Kỳ, Kim Ấu Tư.                      | Minh Thành Tổ bắc phạt Mông Cổ lần thứ nhất, dẫn theo Hồ Quảng, Dương Vinh, Kim Ấu Tư. Lệnh Hoàng Hoài, Dương Sĩ Kỳ trấn giữ kinh sư phụ thái tử Chu Cao Sí giám quốc.                                                                       |
| Vĩnh Lạc năm thứ 8, Canh Dần (1410)                      | Hồ Quảng                                          | Hồ Quảng, Hoàng Hoài, Dương Vinh, Dương Sĩ Kỳ, Kim Ấu Tư.                      | |
| Vĩnh Lạc năm thứ 9, Tân Mão (1411)                       | Hồ Quảng                                          | Hồ Quảng, Hoàng Hoài, Dương Vinh, Dương Sĩ Kỳ, Kim Ấu Tư.                      | |
| Vĩnh Lạc năm thứ 10, Nhâm Thìn (1412)                    | Hồ Quảng                                          | Hồ Quảng, Hoàng Hoài, Dương Vinh, Dương Sĩ Kỳ, Kim Ấu Tư.                      | |
| Vĩnh Lạc năm thứ 11, Quý Tỵ (1413)                       | Hồ Quảng                                          | Hồ Quảng, Hoàng Hoài, Dương Vinh, Dương Sĩ Kỳ, Kim Ấu Tư.                      | |
| Vĩnh Lạc năm thứ 12, Giáp Ngọ (1414)                     | Hồ Quảng                                          | Hồ Quảng, Hoàng Hoài, Dương Vinh, Dương Sĩ Kỳ, Kim Ấu Tư.                      | Thành Tổ bắc phạt trở về, nhân việc hoàng thái tử Chu Cao Sí chậm trễ nghênh đón, cộng thêm Hán vương Chu Cao Hú sàm tấu, Hoàng Hoài, Dương Sĩ Kỳ và Dương Phổ bị hạ ngục. Tuy nhiên Dương Sĩ Kỳ nhanh chóng ra tù và được phục hồi chức vụ. |
| Vĩnh Lạc năm thứ 13, Ất Mùi (1415)                       | Hồ Quảng                                          | Hồ Quảng, Dương Vinh, Kim Ấu Tư, Dương Sĩ Kỳ.                                  | |
| Vĩnh Lạc năm thứ 14, Bính Thân (1416)                    | Hồ Quảng                                          | Hồ Quảng, Dương Vinh, Kim Ấu Tư, Dương Sĩ Kỳ.                                  | |
| Vĩnh Lạc năm thứ 15, Đinh Dậu (1417)                     | Hồ Quảng                                          | Hồ Quảng, Dương Vinh, Kim Ấu Tư, Dương Sĩ Kỳ.                                  | |
| Vĩnh Lạc năm thứ 16, Mậu Tuất (1418)                     | Hồ Quảng (đến tháng 5), Dương Vinh                | Hồ Quảng, Dương Vinh, Kim Ấu Tư, Dương Sĩ Kỳ.                                  | Hồ Quảng mất. |
| Vĩnh Lạc năm thứ 17, Kỷ Hợi (1419)                       | Dương Vinh                                        | Dương Vinh, Kim Ấu Tư, Dương Sĩ Kỳ.                                            | |
| Vĩnh Lạc năm thứ 18, Canh Tý (1420)                      | Dương Vinh                                        | Dương Vinh, Kim Ấu Tư, Dương Sĩ Kỳ.                                            | |
| Vĩnh Lạc năm thứ 19, Tân Sửu (1421)                      | Dương Vinh                                        | Dương Vinh, Kim Ấu Tư, Dương Sĩ Kỳ.                                            | |
| Vĩnh Lạc năm thứ 20, Nhâm Dần (1422)                     | Dương Vinh                                        | Dương Vinh, Kim Ấu Tư, Dương Sĩ Kỳ.                                            | |
| Vĩnh Lạc năm thứ 21, Quý Mão (1423)                      | Dương Vinh                                        | Dương Vinh, Kim Ấu Tư, Dương Sĩ Kỳ.                                            | |
| Vĩnh Lạc năm thứ 22, Giáp Thìn (1424)                    | Dương Vinh (đến tháng 8), Dương Sĩ Kỳ             | Dương Vinh, Kim Ấu Tư, Dương Sĩ Kỳ, Hoàng Hoài.                                | Tháng 8, Minh Thành Tổ băng hà, Minh Nhân Tông kế vị. Dương Vinh bị giáng chức |

## Nội Các thời kỳHồng Hy(1424 - 1425)
Dưới thời Hồng Hy, do Dương Sĩ Kỳ và Dương Vinh vốn là cựu thần Đông cung nên theo đó Dương Sĩ Kỳ thăng làm Lễ Bộ Thị Lang kiêm Hoa Cái Điện Đại Học Sĩ, Dương Vinh thăng làm Thượng khanh kiêm Cẩn Thân Điện Đại Học Sĩ. Kể từ thời Nhân Tông, Nội Các dần trở thành cơ quan quyền lực quan trọng của triều đình. Sau nhóm đại thần Dương Vinh và Dương Sĩ Kỳ, những đại thần Nội Các cũng kiêm chức vụ Thượng thư, hoặc ít nhất cũng mang hàm Thượng thư.
| Thời gian                         | Nội Các thủ phụ | Thành viên Nội Các                                         | Ghi chú |
| --------------------------------- | --------------- | ---------------------------------------------------------- | --- |
| Hồng Hy nguyên niên, Ất Tỵ (1425) | Dương Sĩ Kỳ     | Dương Sĩ Kỳ, Dương Vinh, Kim Ấu Tư, Hoàng Hoài, Dương Phổ. | Tháng 6, Minh Nhân Tông băng hà, Tuyên Tông kế vị. 2 tháng sau (tháng 7 nhuận), Tam Dương chấp chưởng Nội Các. |

## Nội Các thời kỳTuyên Đức(1425 - 1435)
Triều đại Tuyên Tông chứng kiến sức mạnh đế quốc ổn định và phát triển, được xưng tụng là "Nhân Tuyên chi trị".
| Thời gian                              | Nội Các thủ phụ | Thành viên Nội Các                                                               | Ghi chú |
| -------------------------------------- | --------------- | -------------------------------------------------------------------------------- | --- |
| Tuyên Đức nguyên niên, Bính Ngọ (1426) | Dương Sĩ Kỳ     | Dương Sĩ Kỳ, Dương Vinh, Hoàng Hoài, Kim Ấu Tư, Dương Phổ, Trương Anh.           | Hán Vương Chu Cao Hú tạo phản, Minh Tuyên Tông y theo kiến nghị của Dương Vinh thân chinh bình định phản loạn. |
| Tuyên Đức năm thứ 2, Đinh Mùi (1427)   | Dương Sĩ Kỳ     | Dương Sĩ Kỳ, Hoàng Hoài, Dương Vinh, Kim Ấu Tư, Dương Phổ, Trương Anh, Trần Sơn. | |
| Tuyên Đức năm thứ 3, Mậu Thân (1428)   | Dương Sĩ Kỳ     | Dương Sĩ Kỳ, Dương Vinh, Kim Ấu Tư, Trần Sơn, Trương Anh, Dương Phổ.             | Tháng 8, Dương Sĩ Kỳ, Dương Vinh, Dương Phổ theo Minh Tuyên Tông tuần du phương Bắc.                           |
| Tuyên Đức năm thứ 4, Kỷ Dậu (1429)     | Dương Sĩ Kỳ     | Dương Sĩ Kỳ, Dương Vinh, Kim Ấu Tư, Trần Sơn, Trương Anh, Dương Phổ.             | |
| Tuyên Đức năm thứ 5, Canh Tuất (1430)  | Dương Sĩ Kỳ     | Dương Sĩ Kỳ, Dương Vinh, Kim Ấu Tư, Dương Phổ.                                   | |
| Tuyên Đức năm thứ 6, Tân Hợi (1431)    | Dương Sĩ Kỳ     | Dương Sĩ Kỳ, Dương Vinh, Kim Ấu Tư, Dương Phổ.                                   | |
| Tuyên Đức năm thứ 7, Nhâm Tý (1432)    | Dương Sĩ Kỳ     | Dương Sĩ Kỳ, Dương Vinh, Dương Phổ.                                              | |
| Tuyên Đức năm thứ 8, Quý Sửu (1433)    | Dương Sĩ Kỳ     | Dương Sĩ Kỳ, Dương Vinh, Dương Phổ.                                              | |
| Tuyên Đức năm thứ 9, Giáp Dần (1434)   | Dương Sĩ Kỳ     | Dương Sĩ Kỳ, Dương Vinh, Dương Phổ.                                              | |
| Tuyên Đức năm thứ 10, Ất Mão (1435)    | Dương Sĩ Kỳ     | Dương Sĩ Kỳ, Dương Vinh, Dương Phổ.                                              | Tháng Giêng, Minh Tuyên Tông băng hà, Minh Anh Tông kế vị.                                                     |

## Nội Các thời kỳChính Thống(1436 - 1449)
Chính Thống năm thứ 14 (1449), Minh Anh Tông bắc phạt Ngõa Lạt Mông Cổ bị vây khốn ở Thổ Mộc Bảo (nay thuộc Tuyên Hóa, Hà Bắc). Minh Anh Tông bị bắt sống, đại thần Nội Các là Tào Nãi, Trương Ích cùng với đó là nhiều quan viên tử trận, sử xưng "Thổ Mộc chi biến".
| Thời gian                                 | Nội Các thủ phụ                      | Thành viên Nội Các                                                         | Ghi chú |
| ----------------------------------------- | ------------------------------------ | -------------------------------------------------------------------------- | --- |
| Chính Thống nguyên niên, Bính Thìn (1436) | Dương Sĩ Kỳ                          | Dương Sĩ Kỳ, Dương Vinh, Dương Phổ.                                        | |
| Chính Thống năm thứ 2, Đinh Tỵ (1437)     | Dương Sĩ Kỳ                          | Dương Sĩ Kỳ, Dương Vinh, Dương Phổ.                                        | |
| Chính Thống năm thứ 3, Mậu Ngọ (1438)     | Dương Sĩ Kỳ                          | Dương Sĩ Kỳ, Dương Vinh, Dương Phổ.                                        | |
| Chính Thống năm thứ 4, Kỷ Mùi (1439)      | Dương Sĩ Kỳ                          | Dương Sĩ Kỳ, Dương Vinh, Dương Phổ.                                        | |
| Chính Thống năm thứ 5, Canh Thân (1440)   | Dương Sĩ Kỳ                          | Dương Sĩ Kỳ, Dương Vinh, Dương Phổ, Mã Du, Tào Nãi.                        | |
| Chính Thống năm thứ 6, Tân Dậu (1441)     | Dương Sĩ Kỳ                          | Dương Sĩ Kỳ, Dương Phổ, Mã Du, Tào Nãi.                                    | |
| Chính Thống năm thứ 7, Nhâm Tuất (1442)   | Dương Sĩ Kỳ                          | Dương Sĩ Kỳ, Dương Phổ, Mã Du, Tào Nãi.                                    | Thái Hoàng Thái Hậu Trương Thị mất. Lúc này Dương Vinh đã mất từ lâu, con trai Dương Sĩ Kỳ là Dương Tắc bị giết, chỉ còn Dương Phổ đã lớn tuổi lại thế cô, hoạn quan Vương Chấn bắt đầu chuyên quyền nắm giữ quốc chính. |
| Chính Thống năm thứ 8, Quý Hợi (1443)     | Dương Sĩ Kỳ                          | Dương Sĩ Kỳ, Dương Phổ, Mã Du, Tào Nãi.                                    | |
| Chính Thống năm thứ 9, Giáp Tý (1444)     | Dương Sĩ Kỳ (đến tháng 3), Dương Phổ | Dương Sĩ Kỳ, Dương Phổ, Mã Du, Tào Nãi, Trần Tuần.                         | Dương Sĩ Kỳ mất. |
| Chính Thống năm thứ 10, Ất Sửu (1445)     | Dương Phổ                            | Dương Phổ, Mã Du, Tào Nãi, Trần Tuần, Miêu Trung, Cao Cốc.                 | |
| Chính Thống năm thứ 11, Bính Dần (1446)   | Dương Phổ (đến tháng 7), Tào Nãi     | Dương Phổ, Tào Nãi, Trần Tuần, Mã Du, Miêu Trung, Cao Cốc.                 | Dương Phổ mất. |
| Chính Thống năm thứ 12, Đinh Mão (1447)   | Tào Nãi                              | Tào Nãi, Trần Tuần, Mã Du, Miêu Trung, Cao Cốc.                            | |
| Chính Thống năm thứ 13, Mậu Thìn (1448)   | Tào Nãi                              | Tào Nãi, Trần Tuần, Miêu Trung, Cao Cốc.                                   | |
| Chính Thống năm thứ 14, Kỷ Tỵ (1449)      | Tào Nãi (đến tháng 8), Trần Tuần     | Tào Nãi, Trần Tuần, Miêu Trung, Cao Cốc, Trương Ích, Bành Thời, Thương Lộ. | Hoạn quan Vương Chấn cổ súy xuất chinh, Minh Anh Tông dẫn theo 50 vạn quân Bắc phạt Ngõa Lạt, bị bắt sống tại Thổ Mộc Bảo, Tào Nãi và Trương Ích tử trận. Tháng 9, Minh Đại Tông kế vị.                                  |

## Nội Các thời kỳCảnh Thái(1450 - 1456)
Dưới thời Cảnh Thái, Tả Đô Ngự Sử Vương Văn thăng chức thành Lại Bộ Thượng Thư, lập Sắc phòng, đứng đầu Lục Bộ, quyền lực của Nội Các qua đó ngày càng lớn mạnh.
| Thời gian                              | Nội Các thủ phụ | Thành viên Nội Các                                                              | Ghi chú |
| -------------------------------------- | --------------- | ------------------------------------------------------------------------------- | ------- |
| Cảnh Thái nguyên niên, Canh Ngọ (1450) | Trần Tuần       | Trần Tuần, Miêu Trung, Cao Cốc, Bành Thời, Thương Lộ, Du Cương, Giang Uyên.     |         |
| Cảnh Thái năm thứ 2, Tân Mùi (1451)    | Trần Tuần       | Trần Tuần, Cao Cốc, Giang Uyên, Thương Lộ, Vương Nhất Ninh, Tiêu Tư.            |         |
| Cảnh Thái năm thứ 3, Nhâm Thân (1452)  | Trần Tuần       | Trần Tuần, Cao Cốc, Giang Uyên, Vương Nhất Ninh, Tiêu Tư, Thương Lộ, Vương Văn. |         |
| Cảnh Thái năm thứ 4, Quý Dậu (1453)    | Trần Tuần       | Trần Tuần, Cao Cốc, Vương Văn, Tiêu Tư, Giang Uyên, Thương Lộ.                  |         |
| Cảnh Thái năm thứ 5, Giáp Tuất (1454)  | Trần Tuần       | Trần Tuần, Cao Cốc, Vương Văn, Tiêu Tư, Giang Uyên, Thương Lộ.                  |         |
| Cảnh Thái năm thứ 6, Ất Hợi (1455)     | Trần Tuần       | Trần Tuần, Cao Cốc, Vương Văn, Giang Uyên, Tiêu Tư, Thương Lộ.                  |         |
| Cảnh Thái năm thứ 7, Bính Tý (1456)    | Trần Tuần       | Trần Tuần, Cao Cốc, Vương Văn, Tiêu Tư, Thương Lộ.                              |         |

## Nội Các thời kỳThiên Thuận(1458 - 1564)
Minh Anh Tông phát động "Binh biến đoạt môn", cải niên hiệu là Thiên Thuận. Nội Các tiến hành thay máu nhân sự, trong đó thủ phụ Trần Tuần bị sung quân Liêu Đông, Vương Văn bị xử trảm, Tiêu Tư và Thương Lộ bị giáng làm dân thường. Thiên Thuận năm thứ 2, thông qua bản tấu của thủ phụ Lý Hiền, theo đó quy định "Phi tiến sĩ bất nhập Hàn lâm, phi Hàn lâm bất nhập Nội Các" trở thành nền tảng của chế độ Nội Các.
| Thời gian                                                      | Nội Các thủ phụ                                                                                      | Thành viên Nội Các | Ghi chú |
| -------------------------------------------------------------- | --- | --- | --- |
| Cảnh Thái năm thứ 8 – Thiên Thuận nguyên niên, Đinh Sửu (1457) | Trần Tuần (đến tháng Giêng), Từ Hữu Trinh (đến tháng 6), Hứa Bân (đến tháng 7), Lý Hiền (từ tháng 7) | Trần Tuần, Cao Cốc, Vương Văn, Tiêu Tư, Thương Lộ, Từ Hữu Trinh, Hứa Bân, Tiết Tuyên, Lý Hiền, Lã Nguyên, Nhạc Chính, Bành Thời. | Đầu tháng Giêng, Từ Hữu Trinh, Thạch Hanh phát động Binh biến đoạt môn, Minh Anh Tông trở lại nắm quyền, Nội Các thay đổi nhân sự dữ dội. Trần Tuần sung quân Liêu Đông, Vương Văn bị xử trảm, Tiêu Tư và Thương Lộ bị giáng làm dân thường. Từ Hữu Trinh và Hứa Bân do tranh chấp quyền lực đều bị bãi chức rời khỏi Nội Các. |
| Thiên Thuận năm thứ 2, Mậu Dần (1458)                          | Lý Hiền                                                                                              | Lý Hiền, Bành Thời, Lã Nguyên.                                                                                                   | |
| Thiên Thuận năm thứ 3, Kỷ Mão (1459)                           | Lý Hiền                                                                                              | Lý Hiền, Bành Thời, Lã Nguyên.                                                                                                   | |
| Thiên Thuận năm thứ 4, Canh Thìn (1460)                        | Lý Hiền                                                                                              | Lý Hiền, Bành Thời, Lã Nguyên.                                                                                                   | |
| Thiên Thuận năm thứ 5, Tân Tỵ (1461)                           | Lý Hiền                                                                                              | Lý Hiền, Bành Thời, Lã Nguyên.                                                                                                   | |
| Thiên Thuận năm thứ 6, Nhâm Ngọ (1462)                         | Lý Hiền                                                                                              | Lý Hiền, Bành Thời, Lã Nguyên.                                                                                                   | |
| Thiên Thuận năm thứ 7, Quý Mùi (1463)                          | Lý Hiền                                                                                              | Lý Hiền, Bành Thời, Trần Văn. | |
| Thiên Thuận năm thứ 8, Giáp Thân (1464)                        | Lý Hiền                                                                                              | Lý Hiền, Trần Văn, Bành Thời. | Tháng Giêng, Minh Anh Tông băng hà, Minh Hiến Tông kế vị. |

## Nội Các thời kỳThành Hóa(1465 - 1487)
Dưới thời Hiến Tông, trong những năm đầu niên hiệu Thành Hóa, lại trị ổn định và phát triển. Tuy nhiên những năm sau đó, Hiến Tông sủng ái Vạn quý phi và hoạn quan Uông Trực khiến triều cương bại hoại, dân chúng lầm than. Sử sách ghi lại rằng sau 19 năm Thành Hóa, thành viên Nội Các gồm Vạn An, Lưu Cát, Lưu Vũ cùng toàn bộ quan viên Lục Bộ bị phê phán là "Tam Các lão bằng giấy, Lục Thượng thư bằng bùn".
| Thời gian                              | Nội Các thủ phụ                                    | Thành viên Nội Các                                      | Ghi chú |
| -------------------------------------- | -------------------------------------------------- | ------------------------------------------------------- | --- |
| Thành Hóa nguyên niên, Ất Dậu (1465)   | Lý Hiền                                            | Lý Hiền, Trần Văn, Bành Thời.                           | |
| Thành Hóa năm thứ 2, Bính Tuất (1466)  | Lý Hiền (đến tháng Chạp), Trần Văn (từ tháng Chạp) | Lý Hiền, Trần Văn, Bành Thời, Lưu Định Chi.             | Lý Hiền mất. |
| Thành Hóa năm thứ 3, Đinh Hợi (1467)   | Trần Văn                                           | Trần Văn, Bành Thời, Lưu Định Chi, Thương Lộ.           | |
| Thành Hóa năm thứ 4, Mậu Tý (1468)     | Trần Văn (đến tháng 4), Bành Thời (từ tháng 4)     | Trần Văn, Bành Thời, Thương Lộ, Lưu Định Chi.           | Trần Văn mất. |
| Thành Hóa năm thứ 5, Kỷ Sửu (1469)     | Bành Thời                                          | Bành Thời, Thương Lộ, Lưu Định Chi, Vạn An.             | |
| Thành Hóa năm thứ 6, Canh Dần (1470)   | Bành Thời                                          | Bành Thời, Thương Lộ, Vạn An.                           | |
| Thành Hóa năm thứ 7, Tân Mão (1471)    | Bành Thời                                          | Bành Thời, Thương Lộ, Vạn An.                           | Bành Thời, Thương Lộ nhân việc sao chổi xuất hiện mà thỉnh cầu Hiến Tông đang sa đọa trong tẩm cung trở lại triều đình, nhưng chưa kịp thảo luận được bao nhiêu thì Vạn An hô toáng lên vạn tuế. Kết quả là Hiến Tông càng không muốn vào triều, và Nội Các đương thời bị chê cười là "Vạn Tuế Các Lão". |
| Thành Hóa năm thứ 8, Nhâm Thìn (1472)  | Bành Thời                                          | Bành Thời, Thương Lộ, Vạn An.                           | |
| Thành Hóa năm thứ 9, Quý Tỵ (1473)     | Bành Thời                                          | Bành Thời, Thương Lộ, Vạn An.                           | |
| Thành Hóa năm thứ 10, Giáp Ngọ (1474)  | Bành Thời                                          | Bành Thời, Thương Lộ, Vạn An.                           | |
| Thành Hóa năm thứ 11, Ất Mùi (1475)    | Bành Thời (đến tháng 3), Thương Lộ (từ tháng 4)    | Bành Thời, Thương Lộ, Vạn An, Lưu Vũ, Lưu Cát.          | Bành Thời mất. |
| Thành Hóa năm thứ 12, Bính Thân (1476) | Thương Lộ                                          | Thương Lộ, Vạn An, Lưu Vũ, Lưu Cát.                     | |
| Thành Hóa năm thứ 13, Đinh Dậu (1477)  | Thương Lộ (đến tháng 6), Vạn An (từ tháng 6)       | Thương Lộ, Vạn An, Lưu Vũ, Lưu Cát.                     | Thương Lộ trí sĩ. |
| Thành Hóa năm thứ 14, Mậu Tuất (1478)  | Vạn An                                             | Vạn An, Lưu Vũ, Lưu Cát.                                | Nội Các do Vạn An, Lưu Vũ, Lưu Cát chưởng quản chẳng những không tạo được chính tích gì, mà còn khiến tình trạng triều đình thối nát vô cùng, sử xưng "Tam Các Lão bằng giấy, Lục Thượng Thư bằng bùn".                                                                                                  |
| Thành Hóa năm thứ 15, Kỷ Hợi (1479)    | Vạn An                                             | Vạn An, Lưu Vũ, Lưu Cát.                                | |
| Thành Hóa năm thứ 16, Canh Tý (1480)   | Vạn An                                             | Vạn An, Lưu Vũ, Lưu Cát.                                | |
| Thành Hóa năm thứ 17, Tân Sửu (1481)   | Vạn An                                             | Vạn An, Lưu Vũ, Lưu Cát.                                | |
| Thành Hóa năm thứ 18, Nhâm Dần (1482)  | Vạn An                                             | Vạn An, Lưu Vũ, Lưu Cát.                                | |
| Thành Hóa năm thứ 19, Quý Mão (1483)   | Vạn An                                             | Vạn An, Lưu Vũ, Lưu Cát.                                | |
| Thành Hóa năm thứ 20, Giáp Thìn (1484) | Vạn An                                             | Vạn An, Lưu Vũ, Lưu Cát.                                | |
| Thành Hóa năm thứ 21, Ất Tỵ (1485)     | Vạn An                                             | Vạn An, Lưu Vũ, Lưu Cát, Bành Hoa.                      | Đảng tranh trong triều bắt đầu, Vạn An và Bành Hoa kết đảng loại bỏ Lưu Vũ khỏi Nội Các. |
| Thành Hóa năm thứ 22, Bính Ngọ (1486)  | Vạn An                                             | Vạn An, Lưu Cát, Bành Hoa, Doãn Trực.                   | |
| Thành Hóa năm thứ 23, Đinh Mùi (1487)  | Vạn An (đến tháng 10), Lưu Cát (từ tháng 11)       | Vạn An, Lưu Cát, Bành Hoa, Doãn Trực, Từ Phổ, Lưu Kiện. | Tháng 9, Hiến Tông băng hà, Hiếu Tông kế vị. Tháng 11, Hiếu Tông bãi chức thủ phụ Nội Các của Vạn An. |

## Nội Các thời kỳHoằng Trị(1488 - 1505)
Hoằng Trị là niên hiệu của Minh Hiếu Tông Chu Hựu Đường. Sau khi kế vị, Nội Các và Lục bộ được thanh lọc, phân công rõ ràng, đưa Đại Minh vào thời kỳ này được khôi phục nguyên khí và phát triển, dân chúng giàu có, gia đình no đủ, sử xưng "Hoằng Trị Trung Hưng".
| Thời gian                              | Nội Các thủ phụ                            | Thành viên Nội Các                                    | Ghi chú |
| -------------------------------------- | ------------------------------------------ | ----------------------------------------------------- | --- |
| Hoằng Trị nguyên niên, Mậu Thân (1488) | Lưu Cát                                    | Lưu Cát, Từ Phổ, Lưu Kiện.                            | |
| Hoằng Trị năm thứ 2, Kỷ Dậu (1489)     | Lưu Cát                                    | Lưu Cát, Từ Phổ, Lưu Kiện.                            | |
| Hoằng Trị năm thứ 3, Canh Tuất (1490)  | Lưu Cát                                    | Lưu Cát, Từ Phổ, Lưu Kiện.                            | |
| Hoằng Trị năm thứ 4, Tân Hợi (1491)    | Lưu Cát                                    | Lưu Cát, Từ Phổ, Lưu Kiện, Khâu Tuấn.                 | Lưu Cát làm việc trong Nội Các 16 năm, cứng cỏi kiên định, nhiều lần trải qua biến cố nhưng vẫn vững vàng, được người đương thời tụng xưng "Lưu Miên Hoa". |
| Hoằng Trị năm thứ 5, Nhâm Tý (1492)    | Lưu Cát (đến tháng 8), Từ Phổ (từ tháng 8) | Lưu Cát, Từ Phổ, Khâu Tuấn, Lưu Kiện.                 | Lưu Cát trí sĩ. |
| Hoằng Trị năm thứ 6, Quý Sửu (1493)    | Từ Phổ                                     | Từ Phổ, Khâu Tuấn, Lưu Kiện.                          | |
| Hoằng Trị năm thứ 7, Giáp Dần (1494)   | Từ Phổ                                     | Từ Phổ, Khâu Tuấn, Lưu Kiện.                          | |
| Hoằng Trị năm thứ 8, Ất Mão (1495)     | Từ Phổ                                     | Từ Phổ, Khâu Tuấn, Lưu Kiện. Lý Đông Dương, Tạ Thiên. | |
| Hoằng Trị năm thứ 9, Bính Thìn (1496)  | Từ Phổ                                     | Từ Phổ, Lưu Kiện, Lý Đông Dương, Tạ Thiên.            | |
| Hoằng Trị năm thứ 10, Đinh Tỵ (1497)   | Từ Phổ                                     | Từ Phổ, Lưu Kiện, Lý Đông Dương, Tạ Thiên.            | |
| Hoằng Trị năm thứ 11, Mậu Ngọ (1498)   | Từ Phổ (đến tháng 7) Lưu Kiện (từ tháng 7) | Từ Phổ, Lưu Kiện, Lý Đông Dương, Tạ Thiên.            | Từ Phổ trí sĩ. |
| Hoằng Trị năm thứ 12, Kỷ Mùi (1499)    | Lưu Kiện                                   | Lưu Kiện, Lý Đông Dương, Tạ Thiên.                    | |
| Hoằng Trị năm thứ 13, Canh Thân (1500) | Lưu Kiện                                   | Lưu Kiện, Lý Đông Dương, Tạ Thiên.                    | |
| Hoằng Trị năm thứ 14, Tân Dậu (1501)   | Lưu Kiện                                   | Lưu Kiện, Lý Đông Dương, Tạ Thiên.                    | |
| Hoằng Trị năm thứ 15, Nhâm Tuất 1502)  | Lưu Kiện                                   | Lưu Kiện, Lý Đông Dương, Tạ Thiên.                    | |
| Hoằng Trị năm thứ 16, Quý Hợi (1503)   | Lưu Kiện                                   | Lưu Kiện, Lý Đông Dương, Tạ Thiên.                    | |
| Hoằng Trị năm thứ 17, Giáp Tý (1504)   | Lưu Kiện                                   | Lưu Kiện, Lý Đông Dương, Tạ Thiên.                    | |
| Hoằng Trị năm thứ 18, Ất Sửu (1505)    | Lưu Kiện                                   | Lưu Kiện, Lý Đông Dương, Tạ Thiên.                    | Tháng 5, Minh Hiếu Tông băng hà, Minh Vũ Tông kế vị. |

## Nội Các thời kỳChính Đức(1506 - 1521)
Chính Đức là niên hiệu của Minh Vũ Tông Chu Hậu Chiếu. Vào thời kỳ đầu, Vũ Tông tin dùng gian hoạn Lưu Cẩn, thiết lập Báo Phòng, xa hoa dâm dật. Về sau dù nắm vững nội chính ngoại giao, diệt trừ gian hoạn, nhưng sủng ái võ tướng Giang Bân, sau rơi xuống nước nhiễm bệnh bỏ mình.
| Thời gian                              | Nội Các thủ phụ                                               | Thành viên Nội Các                                                            | Ghi chú |
| -------------------------------------- | ------------------------------------------------------------- | ----------------------------------------------------------------------------- | --- |
| Chính Đức nguyên niên, Bính Dần (1506) | Lưu Kiện (đến tháng 10), Lý Đông Dương (từ tháng 10)          | Lưu Kiện, Lý Đông Dương, Tạ Thiên, Tiêu Phương, Vương Ngao.                   | Thủ phụ Lưu Kiện cùng Tạ Thiên lập kế diệt trừ "Bát Hổ", tuy nhiên đại kế bất thành, bị Lưu Cẩn phản công, buộc Lưu Kiện và Tạ Thiên từ quan về quê.             |
| Chính Đức năm thứ 2, Đinh Mão (1507)   | Lý Đông Dương                                                 | Lý Đông Dương, Tiêu Phương, Vương Ngao, Dương Đình Hòa.                       | |
| Chính Đức năm thứ 3, Mậu Thìn (1508)   | Lý Đông Dương                                                 | Lý Đông Dương, Tiêu Phương, Vương Ngao, Dương Đình Hòa.                       | |
| Chính Đức năm thứ 4, Kỷ Tỵ (1509)      | Lý Đông Dương                                                 | Lý Đông Dương, Tiêu Phương, Vương Ngao, Dương Đình Hòa, Lưu Vũ.               | |
| Chính Đức năm thứ 5, Canh Ngọ (1510)   | Lý Đông Dương                                                 | Lý Đông Dương, Tiêu Phương, Dương Đình Hòa, Tào Nguyên, Lương Trữ, Lưu Trung. | Tháng 8, Thiểm Tây tam biên tổng chế Dương Nhất Thanh cùng thái giám Trương Vĩnh lập kế diệt trừ Lưu Cẩn.                                                        |
| Chính Đức năm thứ 6, Tân Mùi (1511)    | Lý Đông Dương                                                 | Lý Đông Dương, Dương Đình Hòa, Lưu Trung, Lương Trữ, Phí Hoành.               | |
| Chính Đức năm thứ 7, Nhâm Thân (1512)  | Lý Đông Dương (đến tháng Chạp) Dương Đình Hòa (từ tháng Chạp) | Lý Đông Dương, Dương Đình Hòa, Lương Trữ, Phí Hoành.                          | Tháng Chạp, Lý Đông Dương trí sĩ. |
| Chính Đức năm thứ 8, Quý Dậu (1513)    | Dương Đình Hòa                                                | Dương Đình Hòa, Lương Trữ, Phí Hoành.                                         | |
| Chính Đức năm thứ 9, Giáp Tuất (1514)  | Dương Đình Hòa                                                | Dương Đình Hòa, Lương Trữ, Phí Hoành, Cận Quý.                                | |
| Chính Đức năm thứ 10, Ất Hợi (1515)    | Dương Đình Hòa (đến tháng 3) Lương Trữ (từ tháng 3)           | Dương Đình Hòa, Lương Trữ, Cận Quý, Dương Nhất Thanh.                         | Tháng 3, Dương Đình Hòa về quê chịu tang 3 năm. Lương Trữ tạm nắm quyền thủ phụ.                                                                                 |
| Chính Đức năm thứ 11, Bính Tý (1516)   | Lương Trữ                                                     | Lương Trữ, Cận Quý, Dương Nhất Thanh, Tưởng Miện.                             | |
| Chính Đức năm thứ 12, Đinh Sửu (1517)  | Lương Trữ                                                     | Lương Trữ, Cận Quý, Tưởng Miện, Mao Kỷ, Dương Đình Hòa.                       | |
| Chính Đức năm thứ 13, Mậu Dần (1518)   | Dương Đình Hòa                                                | Dương Đình Hòa, Lương Trữ, Tưởng Miện, Mao Kỷ.                                | |
| Chính Đức năm thứ 14, Kỷ Mão (1519)    | Dương Đình Hòa                                                | Dương Đình Hòa, Lương Trữ, Tưởng Miện, Mao Kỷ.                                | Ninh Vương Chu Thần Hào khởi binh tạo phản bị Nam Cáng tuần phủ Vương Thủ Nhân đánh bại.                                                                         |
| Chính Đức năm thứ 15, Canh Thìn (1520) | Dương Đình Hòa                                                | Dương Đình Hòa, Lương Trữ, Tưởng Miện, Mao Kỷ.                                | |
| Chính Đức năm thứ 16, Tân Tỵ (1521)    | Dương Đình Hòa                                                | Dương Đình Hòa, Lương Trữ, Tưởng Miện,Mao Kỷ, Viên Tông Cao, Phí Hoành.       | Tháng 4, Vũ Tông băng hà mà không có con nối dõi. Thủ phụ Nội Các Dương Đình Hòa theo tổ chế đưa Hưng Hiến Vương Chu Hậu Thông vào cung kế vị, hiệu là Thế Tông. |

## Nội Các thời kỳGia Tĩnh(1522 - 1566)
Gia Tĩnh là niên hiệu của Minh Thế Tông. Minh Vũ Tông băng hà mà không con nối dõi, Nội Các cùng Lục bộ theo tổ chế xác định ngôi vị thuộc về cháu nội Hiến Tông, tức Hưng Hiến Vương Chu Hậu Thông. Thời kỳ đầu Thế Tông cải cách lại trị, thi hành tiết kiệm chống lãng phí, ngăn ngừa hoạn quan lấn quyền, có nhiều thành tựu. Tuy nhiên sự kiện Đại Lễ Nghị làm chia rẽ triều đình, Minh Thế Tông dùng hoàng quyền trấn áp mà thắng lợi, từ đó về sau Nội Các cùng Lục bộ rơi vào tình trạng lục đục mất đoàn kết.
| Thời gian                             | Nội Các thủ phụ                                                                                      | Thành viên Nội Các                                                                    | Ghi chú |
| ------------------------------------- | --- | ------------------------------------------------------------------------------------- | --- |
| Gia Tĩnh nguyên niên, Nhâm Ngọ (1522) | Dương Đình Hòa                                                                                       | Dương Đình Hòa, Tưởng Miện, Mao Kỷ, Phí Hoành.                                        | |
| Gia Tĩnh năm thứ 2, Quý Mùi (1523)    | Dương Đình Hòa                                                                                       | Dương Đình Hòa, Tưởng Miện, Mao Kỷ, Phí Hoành.                                        | |
| Gia Tĩnh năm thứ 3, Giáp Thân (1524)  | Dương Đình Hòa (đến tháng 2), Tưởng Miện (đến tháng 5), Mao Kỷ (đến tháng 7), Phí Hoành (từ tháng 7) | Dương Đình Hòa, Tưởng Miện, Mao Kỷ, Phí Hoành, Thạch Bảo, Giả Vịnh.                   | Sự kiện Đại Lễ Nghị dẫn đến Dương Đình Hòa và các trọng thần Nội Các từ chức, hoàng quyền khuếch trương, ảnh hưởng đến phong khí triều đình sau này.                                                                      |
| Gia Tĩnh năm thứ 4, Ất Dậu (1525)     | Phí Hoành                                                                                            | Phí Hoành, Thạch Bảo, Giả Vịnh, Dương Nhất Thanh.                                     | |
| Gia Tĩnh năm thứ 5, Bính Tuất (1526)  | Phí Hoành                                                                                            | Phí Hoành, Dương Nhất Thanh, Thạch Bảo, Giả Vịnh.                                     | |
| Gia Tĩnh năm thứ 6, Đinh Hợi (1527)   | Phí Hoành (đến tháng 2) Dương Nhất Thanh                                                             | Phí Hoành, Dương Nhất Thanh, Thạch Bảo, Giả Vịnh, Tạ Thiên, Trạch Loan, Trương Thông. | Phí Hoành trí sĩ. |
| Gia Tĩnh năm thứ 7, Mậu Tý (1528)     | Dương Nhất Thanh                                                                                     | Dương Nhất Thanh, Tạ Thiên, Trạch Loan, Trương Thông.                                 | |
| Gia Tĩnh năm thứ 8, Kỷ Sửu (1529)     | Dương Nhất Thanh (đến tháng 9) Trương Thông                                                          | Dương Nhất Thanh, Trương Thông, Trạch Loan, Quế Ngạc.                                 | Dương Nhất Thanh trí sĩ. |
| Gia Tĩnh năm thứ 9, Canh Dần (1530)   | Trương Thông                                                                                         | Trương Thông, Quế Ngạc, Trạch Loan.                                                   | |
| Gia Tĩnh năm thứ 10, Tân Mão (1531)   | Trương Phu Kính (đến tháng 7) Trạch Loan (đến tháng 10) Trương Phu Kính (từ tháng 11)                | Trương Thông, Quế Ngạc, Trạch Loan, Lý Thời.                                          | Tháng 2, Minh Thế Tông đổi tên Trương Thông thành Phu Kính. Tháng 7, Trương Phu Kính trí sĩ, Trạch Loan đảm nhận thủ phụ. Tháng 11, Minh Thế Tông triệu Trương Phu Kính về kinh sư khôi phục chức vụ.                     |
| Gia Tĩnh năm thứ 11, Nhâm Thìn (1532) | Trương Phu Kính (đến tháng 9) Lý Thời                                                                | Trương Thông, Lý Thời, Trạch Loan, Phương Hiến Phu.                                   | Tháng 9, Trương Phu Kính trí sĩ lần hai, Lý Thời thay thế chức vụ. |
| Gia Tĩnh năm thứ 12, Quý Tỵ (1533)    | Lý Thời (đến tháng 4) Trương Phu Kính                                                                | Lý Thời, Phương Hiến Phu, Trạch Loan, Trương Thông.                                   | Tháng 4, Minh Thế Tông triệu Trương Phu Kính về thay thế vị trí của Lý Thời. |
| Gia Tĩnh năm thứ 13, Giáp Ngọ (1534)  | Trương Phu Kính                                                                                      | Trương Thông, Phương Hiến Phu, Lý Thời.                                               | |
| Gia Tĩnh năm thứ 14, Ất Mùi (1535)    | Trương Phu Kính (đến tháng 4) Lý Thời                                                                | Trương Thông, Lý Thời, Phí Hoành.                                                     | Tháng 4, Trương Phu Kính trí sĩ lần ba, đồng thời mất trong năm này. |
| Gia Tĩnh năm thứ 15, Bính Thân (1536) | Lý Thời                                                                                              | Lý Thời, Hạ Ngôn.                                                                     | |
| Gia Tĩnh năm thứ 16, Đinh Dậu (1537)  | Lý Thời                                                                                              | Lý Thời, Hạ Ngôn.                                                                     | |
| Gia Tĩnh năm thứ 17, Mậu Tuất (1538)  | Lý Thời (đến tháng Chạp) Hạ Ngôn                                                                     | Lý Thời, Hạ Ngôn, Cố Đỉnh Thần                                                        | Lý Thời mất. |
| Gia Tĩnh năm thứ 18, Kỷ Hợi (1539)    | Hạ Ngôn                                                                                              | Hạ Ngôn, Cố Đỉnh Thần.                                                                | |
| Gia Tĩnh năm thứ 19, Canh Tý (1540)   | Hạ Ngôn                                                                                              | Hạ Ngôn, Cố Đỉnh Thần, Trạch Loan.                                                    | |
| Gia Tĩnh năm thứ 20, Tân Sửu (1541)   | Hạ Ngôn                                                                                              | Hạ Ngôn, Trạch Loan.                                                                  | |
| Gia Tĩnh năm thứ 21, Nhâm Dần (1542)  | Hạ Ngôn (đến tháng 7) Trạch Loan (từ tháng 8)                                                        | Hạ Ngôn, Trạch Loan, Nghiêm Tung.                                                     | Nghiêm Tung vu cáo hãm hại khiến Hạ Ngôn bị bãi quan. |
| Gia Tĩnh năm thứ 22, Quý Mão (1543)   | Trạch Loan                                                                                           | Trạch Loan, Nghiêm Tung.                                                              | |
| Gia Tĩnh năm thứ 23, Giáp Thìn (1544) | Trạch Loan (đến tháng 8) Nghiêm Tung (từ tháng 8)                                                    | Trạch Loan, Nghiêm Tung, Hứa Tán, Trương Bích.                                        | Trạch Loan bị tước hết chức vụ. |
| Gia Tĩnh năm thứ 24, Ất Tỵ (1545)     | Nghiêm Tung                                                                                          | Nghiêm Tung, Hứa Tán, Trương Bích, Hạ Ngôn.                                           | Minh Thế Tông nhận thấy Nghiêm Tung tham lam chuyên quyền, bắt đầu trọng dụng lại Hạ Ngôn. |
| Gia Tĩnh năm thứ 25, Bính Ngọ (1546)  | Hạ Ngôn                                                                                              | Hạ Ngôn, Nghiêm Tung.                                                                 | |
| Gia Tĩnh năm thứ 26, Đinh Mùi (1547)  | Hạ Ngôn                                                                                              | Hạ Ngôn, Nghiêm Tung.                                                                 | |
| Gia Tĩnh năm thứ 27, Mậu Thân (1548)  | Hạ Ngôn (đến tháng Giêng)                                                                            | Hạ Ngôn, Nghiêm Tung.                                                                 | Nghiêm Tung vu hãm xử tử Hạ Ngôn. Kể từ đây Nghiêm Tung khống chế quốc chính gần 20 năm, ăn khống quân lương, buông thả biên phòng, ăn nhận hối lộ, tham ô bừa bãi. Mâu thuẫn xã hội trở nên gay gắt, dân chúng lầm than. |
| Gia Tĩnh năm thứ 28, Kỷ Dậu (1549)    | Nghiêm Tung                                                                                          | Nghiêm Tung, Trương Trì, Lã Bản.                                                      | |
| Gia Tĩnh năm thứ 29, Canh Tuất (1550) | Nghiêm Tung                                                                                          | Nghiêm Tung, Lã Bản.                                                                  | |
| Gia Tĩnh năm thứ 30, Tân Hợi (1551)   | Nghiêm Tung                                                                                          | Nghiêm Tung, Lã Bản.                                                                  | Cẩm Y Vệ Thẩm Luyện buộc tội Nghiêm Tung 10 tội lớn, bị đình trượng, giáng chức vụ. |
| Gia Tĩnh năm thứ 31, Nhâm Tý (1552)   | Nghiêm Tung                                                                                          | Nghiêm Tung, Lã Bản, Từ Giai.                                                         | |
| Gia Tĩnh năm thứ 32, Quý Sửu (1553)   | Nghiêm Tung                                                                                          | Nghiêm Tung, Từ Giai, Lã Bản.                                                         | Binh bộ viên ngoại lang Dương Kế Thịnh thượng sớ buộc Nghiêm Tung 10 tội lớn, là gian thần, bị mất chức vụ, 3 năm sau bị xử tử.                                                                                           |
| Gia Tĩnh năm thứ 33, Giáp Dần (1554)  | Nghiêm Tung                                                                                          | Nghiêm Tung, Từ Giai, Lã Bản.                                                         | |
| Gia Tĩnh năm thứ 34, Ất Mão (1555)    | Nghiêm Tung                                                                                          | Nghiêm Tung, Từ Giai, Lã Bản.                                                         | |
| Gia Tĩnh năm thứ 35, Bính Thìn (1556) | Nghiêm Tung                                                                                          | Nghiêm Tung, Từ Giai, Lã Bản.                                                         | |
| Gia Tĩnh năm thứ 36, Đinh Tỵ (1557)   | Nghiêm Tung                                                                                          | Nghiêm Tung, Từ Giai, Lã Bản.                                                         | |
| Gia Tĩnh năm thứ 37, Mậu Ngọ (1558)   | Nghiêm Tung                                                                                          | Nghiêm Tung, Từ Giai, Lã Bản.                                                         | Cấp sự trung Ngô Thời Lai, chủ sự Trương Xung, Đổng Truyền buộc tội Nghiêm Tung không thành, cuối cùng bị đình trượng, đày đi Lĩnh Nam.                                                                                   |
| Gia Tĩnh năm thứ 38, Kỷ Mùi (1559)    | Nghiêm Tung                                                                                          | Nghiêm Tung, Từ Giai, Lã Bản.                                                         | |
| Gia Tĩnh năm thứ 39, Canh Thân (1560) | Nghiêm Tung                                                                                          | Nghiêm Tung, Từ Giai, Lã Bản.                                                         | |
| Gia Tĩnh năm thứ 40, Tân Dậu (1561)   | Nghiêm Tung                                                                                          | Nghiêm Tung, Từ Giai, Lã Bản, Viên Vĩ.                                                | Cháy lớn ở Vạn Thọ Cung, Nghiêm Tung thỉnh cầu Thế Tông di giá sang Nam Cung, riêng Từ Giai chủ trương cứu chữa xây dựng tân cung. Từ đó về sau, Nghiêm Tung bắt đầu mất dần ảnh hưởng.                                   |
| Gia Tĩnh năm thứ 41, Nhâm Tuất (1562) | Nghiêm Tung (đến tháng 5) Từ Giai (từ tháng 5)                                                       | Nghiêm Tung, Từ Giai, Viên Vĩ.                                                        | Ngự sử Trâu Ứng Long dâng sớ tố cáo Nghiêm Tung. Nghiên Tung sau đó bị bãi chức. |
| Gia Tĩnh năm thứ 42, Quý Hợi (1563)   | Từ Giai                                                                                              | Từ Giai, Viên Vĩ.                                                                     | |
| Gia Tĩnh năm thứ 43, Giáp Tý (1564)   | Từ Giai                                                                                              | Từ Giai, Viên Vĩ.                                                                     | |
| Gia Tĩnh năm thứ 44, Ất Sửu (1565)    | Từ Giai                                                                                              | Từ Giai, Viên Vĩ, Nghiêm Nột, Lý Xuân Phương.                                         | |
| Gia Tĩnh năm thứ 45, Bính Dần (1566)  | Từ Giai                                                                                              | Từ Giai, Lý Xuân Phương, Quách Phu, Cao Củng.                                         | Tháng Chạp, Thế Tông băng hà, Minh Mục Tông kế vị. |

## Nội Các thời kỳLong Khánh(1567 - 1572)
Long Khánh là niên hiệu của Minh Mục Tông Chu Tái Hậu. Dưới triều đại của mình, Mục Tông đã tiến hành cải cách chính trị, sửa lại oan sai, trừng trị hoạn quan, tọng dụng hiền thần. Phía Bắc thu phục Yên Đáp Hãn, phía Nam dẹp yên Oa khấu.
| Thời gian                               | Nội Các thủ phụ                                      | Thành viên Nội Các                                                                  | Ghi chú |
| --------------------------------------- | ---------------------------------------------------- | ----------------------------------------------------------------------------------- | --- |
| Long Khánh nguyên niên, Đinh Mão (1567) | Từ Giai                                              | Từ Giai, Lý Xuân Phương, Quách Phu, Cao Củng, Trần Dĩ Cần, Trương Cư Chính.         | Cao Củng và Từ Giai nhân việc khảo hạch quan lại phát sinh tranh chấp, cuối cùng Cao Cũng bị cách chức.                     |
| Long Khánh năm thứ 2, Mậu Thìn (1568)   | Từ Giai (đến tháng 7), Lý Xuân Phương (từ tháng 7)   | Từ Giai, Lý Xuân Phương, Trần Dĩ Cần, Trương Cư Chính.                              | Từ Giai trí sĩ. |
| Long Khánh năm thứ 3, Kỷ Tỵ (1569)      | Lý Xuân Phương                                       | Lý Xuân Phương, Trần Dĩ Cần, Trương Cư Chính, Triệu Trinh Cát, Cao Củng.            | |
| Long Khánh năm thứ 4, Canh Ngọ (1570)   | Lý Xuân Phương                                       | Lý Xuân Phương, Cao Củng, Trần Dĩ Cần, Trương Cư Chính, Triệu Trinh Cát, An Sĩ Đam. | |
| Long Khánh năm thứ 5, Tân Mùi (1571)    | Lý Xuân Phương (đến tháng 5), Cao Củng (từ tháng 5)  | Lý Xuân Phương, Cao Củng, Trương Cư Chính, An Sĩ Đam.                               | Lý Xuân Phương trí sĩ. |
| Long Khánh năm thứ 6, Nhâm Thân (1572)  | Cao Củng (đến tháng 6), Trương Cư Chính (từ tháng 6) | Cao Củng, Trương Cư Chính, Cao Nghi, Lã Điệu Dương.                                 | Tháng 6, Minh Thần Tông kế vị. Trương Cư Chính cùng hoạn quan Phùng Bảo loại bỏ Cao Củng, qua đó trở thành Thủ phụ Nội Các. |

## Nội Các thời kỳVạn Lịch,Thái Xương(1573 - 1620)
Minh Thần Tông Chu Dực Quân kế vị lấy niên hiệu là Vạn Lịch, là vị hoàng đế có thời gian trị vị lâu nhất triều Minh. Trong thời gian đầu, nhờ có Hiếu Định Hoàng Thái Hậu cùng Nội các thủ phụ Trương Cư Chính phụ chính, trong 14 năm xã hội phát triển, đất nước phồn vinh, sử xưng "Vạn Lịch trung hưng". Từ năm Vạn Lịch thứ 14, nhân việc lập thái tử kế vị mà mâu thuẫn với quần thần, kết quả Vạn Lịch thất bại, kể từ đó không màng đến quốc vụ, sử xưng "Vạn Lịch đãi chính". Từ sau "Vạn Lịch tam đại chinh", người Nữ Chân quật khởi, dần trở thành mối họa của nhà Minh.
| Thời gian                                                      | Nội Các thủ phụ                                                   | Thành viên Nội Các | Ghi chú |
| -------------------------------------------------------------- | ----------------------------------------------------------------- | --- | --- |
| Vạn Lịch nguyên niên, Quý Dậu (1573)                           | Trương Cư Chính                                                   | Trương Cư Chính, Lã Điệu Dương.                                                                                           | |
| Vạn Lịch năm thứ 2, Giáp Tuất (1574)                           | Trương Cư Chính                                                   | Trương Cư Chính, Lã Điệu Dương.                                                                                           | |
| Vạn Lịch năm thứ 3, Ất Hợi (1575)                              | Trương Cư Chính                                                   | Trương Cư Chính, Lã Điệu Dương, Trương Tứ Duy.                                                                            | |
| Vạn Lịch năm thứ 4, Bính Tý (1576)                             | Trương Cư Chính                                                   | Trương Cư Chính, Lã Điệu Dương, Trương Tứ Duy.                                                                            | |
| Vạn Lịch năm thứ 5, Đinh Sửu (1577)                            | Trương Cư Chính                                                   | Trương Cư Chính, Lã Điệu Dương, Trương Tứ Duy.                                                                            | Phụ thân Trương Cư Chính mất, theo lệ phải treo ấn quan tạm thời về quê chịu tang 3 năm. Tuy nhiên Trương Cư Chính thay vì chịu tang đã đề ra chính sách đoạt tình nhằm tiếp tục duy trì tân chính trong triều, trong thời gian ngắn chịu sự công kích vì không tuân hiếu đạo. Trương Cư Chính ra lệnh trừng phạt quan viên phản đối, đàn áp thế lực đối lập, qua đó bình ổn triều đình tiếp tục tân chính. |
| Vạn Lịch năm thứ 6, Mậu Dần (1578)                             | Trương Cư Chính                                                   | Trương Cư Chính, Lã Điệu Dương, Trương Tứ Duy, Mã Tự Cường, Thân Thời Hành.                                               | |
| Vạn Lịch năm thứ 7, Kỷ Mão (1579)                              | Trương Cư Chính                                                   | Trương Cư Chính, Trương Tứ Duy, Thân Thời Hành.                                                                           | Tháng Giêng, Trương Cư Chính hạ lệnh đóng cửa các thư viện trong toàn quốc. |
| Vạn Lịch năm thứ 8, Canh Thìn (1580)                           | Trương Cư Chính                                                   | Trương Cư Chính, Trương Tứ Duy, Thân Thời Hành.                                                                           | |
| Vạn Lịch năm thứ 9, Tân Tỵ (1581)                              | Trương Cư Chính                                                   | Trương Cư Chính, Trương Tứ Duy, Thân Thời Hành.                                                                           | |
| Vạn Lịch năm thứ 10, Nhâm Ngọ (1582)                           | Trương Cư Chính (đến tháng 6) Trương Tứ Duy (từ tháng 6)          | Trương Cư Chính, Trương Tứ Duy, Thân Thời Hành, Phan Thạnh, Dư Hữu Đinh.                                                  | Tháng 6, Trương Cư Chính mất. |
| Vạn Lịch năm thứ 11, Quý Mùi (1583)                            | Trương Tứ Duy (đến tháng 4) Thân Thời Hành (từ tháng 4)           | Trương Tứ Duy, Thân Thời Hành, Dư Hữu Đinh, Hứa Quốc.                                                                     | Tháng 4, Trương Tứ Duy về quê chịu tang, 2 năm sau thì mất. |
| Vạn Lịch năm thứ 12, Giáp Thân (1584)                          | Thân Thời Hành                                                    | Thân Thời Hành, Dư Hữu Đinh, Hứa Quốc, Vương Tích Tước, Vương Gia Bình.                                                   | |
| Vạn Lịch năm thứ 13, Ất Dậu (1585)                             | Thân Thời Hành                                                    | Thân Thời Hành, Hứa Quốc, Vương Tích Tước, Vương Gia Bình.                                                                | |
| Vạn Lịch năm thứ 14, Bính Tuất (1586)                          | Thân Thời Hành                                                    | Thân Thời Hành, Hứa Quốc, Vương Tích Tước, Vương Gia Bình.                                                                | |
| Vạn Lịch năm thứ 15, Đinh Hợi (1587)                           | Thân Thời Hành                                                    | Thân Thời Hành, Hứa Quốc, Vương Tích Tước.                                                                                | |
| Vạn Lịch năm thứ 16, Mậu Tý (1588)                             | Thân Thời Hành                                                    | Thân Thời Hành, Hứa Quốc, Vương Tích Tước, Vương Gia Bình.                                                                | |
| Vạn Lịch năm thứ 17, Kỷ Sửu (1589)                             | Thân Thời Hành                                                    | Thân Thời Hành, Hứa Quốc, Vương Tích Tước, Vương Gia Bình.                                                                | |
| Vạn Lịch năm thứ 18, Canh Dần (1590)                           | Thân Thời Hành                                                    | Thân Thời Hành, Hứa Quốc, Vương Tích Tước, Vương Gia Bình.                                                                | |
| Vạn Lịch năm thứ 19, Tân Mão (1591)                            | Thân Thời Hành (đến tháng 9) Vương Gia Bình (từ tháng 9)          | Thân Thời Hành, Hứa Quốc, Vương Tích Tước, Vương Gia Bình, Triệu Chí Cao, Trương Vị.                                      | Tháng 9, Thân Thời Hành trí sĩ. |
| Vạn Lịch năm thứ 20, Nhâm Thìn (1592)                          | Vương Gia Bình (đến tháng 3) Triệu Chí Cao (từ tháng 3)           | Vương Gia Bình, Triệu Chí Cao, Trương Vị.                                                                                 | |
| Vạn Lịch năm thứ 21, Quý Tỵ (1593)                             | Triệu Chí Cao (đến tháng Giêng), Vương Tích Tước (từ tháng Giêng) | Vương Tích Tước, Triệu Chí Cao, Trương Vị.                                                                                | |
| Vạn Lịch năm thứ 22, Giáp Ngọ (1594)                           | Vương Tích Tước (đến tháng 5), Triệu Chí Cao (từ tháng 5)         | Vương Tích Tước, Triệu Chí Cao, Trương Vị, Trần Vu Bệ, Thẩm Nhất Quán.                                                    | |
| Vạn Lịch năm thứ 23, Ất Mùi (1595)                             | Triệu Chí Cao                                                     | Triệu Chí Cao, Trương Vị, Trần Vu Bệ, Thẩm Nhất Quán.                                                                     | |
| Vạn Lịch năm thứ 24, Bính Thân (1596)                          | Triệu Chí Cao                                                     | Triệu Chí Cao, Trương Vị, Trần Vu Bệ, Thẩm Nhất Quán.                                                                     | |
| Vạn Lịch năm thứ 25, Đinh Dậu (1597)                           | Triệu Chí Cao                                                     | Triệu Chí Cao, Trương Vị, Thẩm Nhất Quán.                                                                                 | |
| Vạn Lịch năm thứ 26, Mậu Tuất (1598)                           | Triệu Chí Cao                                                     | Triệu Chí Cao, Trương Vị, Thẩm Nhất Quán.                                                                                 | |
| Vạn Lịch năm thứ 27, Kỷ Hợi (1599)                             | Triệu Chí Cao                                                     | Triệu Chí Cao, Thẩm Nhất Quán.                                                                                            | |
| Vạn Lịch năm thứ 28, Canh Tý (1600)                            | Triệu Chí Cao                                                     | Triệu Chí Cao, Thẩm Nhất Quán.                                                                                            | |
| Vạn Lịch năm thứ 29, Tân Sửu (1601)                            | Triệu Chí Cao (đến tháng 9) Thẩm Nhất Quán (từ tháng 9)           | Triệu Chí Cao, Thẩm Nhất Quán, Thẩm Lý, Chu Canh.                                                                         | Tháng 9, Triệu Chí Cao mất. |
| Vạn Lịch năm thứ 30, Nhâm Dần (1602)                           | Thẩm Nhất Quán                                                    | Thẩm Nhất Quán, Thẩm Lý, Chu Canh.                                                                                        | |
| Vạn Lịch năm thứ 31, Quý Mão (1603)                            | Thẩm Nhất Quán                                                    | Thẩm Nhất Quán, Thẩm Lý, Chu Canh.                                                                                        | |
| Vạn Lịch năm thứ 32, Giáp Thìn (1604)                          | Thẩm Nhất Quán                                                    | Thẩm Nhất Quán, Thẩm Lý, Chu Canh.                                                                                        | |
| Vạn Lịch năm thứ 33, Ất Tỵ (1605)                              | Thẩm Nhất Quán                                                    | Thẩm Nhất Quán, Thẩm Lý, Chu Canh.                                                                                        | |
| Vạn Lịch năm thứ 34, Bính Ngọ (1606)                           | Thẩm Nhất Quán (đến tháng 7) Chu Canh (từ tháng 7)                | Thẩm Nhất Quán, Thẩm Lý, Chu Canh.                                                                                        | Tháng 7, Thẩm Nhất Quán trí sĩ. |
| Vạn Lịch năm thứ 35, Đinh Mùi (1607)                           | Chu Canh                                                          | Chu Canh, Vương Tích Tước, Vu Thận Hành, Lý Đình Cơ, Diệp Hướng Cao.                                                      | |
| Vạn Lịch năm thứ 36, Mậu Thân (1608)                           | Chu Canh (đến tháng 11), Diệp Hướng Cao (từ tháng 11)             | Chu Canh, Lý Đình Cơ, Diệp Hướng Cao.                                                                                     | Tháng 11, thủ phụ Chu Canh mất vì bệnh, thứ phụ Lý Đình Cơ vì bị ngôn quan đàn hặc cáo ốm không ra, chỉ còn lại Diệp Hướng Cao xử lý chính vụ, sử xưng "Độc tướng" (tướng quốc duy nhất). |
| Vạn Lịch năm thứ 37, Kỷ Dậu (1609)                             | Diệp Hướng Cao                                                    | Lý Đình Cơ, Diệp Hướng Cao.                                                                                               | |
| Vạn Lịch năm thứ 38, Canh Tuất (1610)                          | Diệp Hướng Cao                                                    | Lý Đình Cơ, Diệp Hướng Cao.                                                                                               | |
| Vạn Lịch năm thứ 39, Tân Hợi (1611)                            | Diệp Hướng Cao                                                    | Lý Đình Cơ, Diệp Hướng Cao.                                                                                               | |
| Vạn Lịch năm thứ 40, Nhâm Tý (1612)                            | Diệp Hướng Cao                                                    | Lý Đình Cơ, Diệp Hướng Cao.                                                                                               | |
| Vạn Lịch năm thứ 41, Quý Sửu (1613)                            | Diệp Hướng Cao                                                    | Diệp Hướng Cao, Phương Tùng Triết, Ngô Đạo Nam.                                                                           | |
| Vạn Lịch năm thứ 42, Giáp Dần (1614)                           | Diệp Hướng Cao (đến tháng 8), Phương Tùng Triết (từ tháng 8)      | Diệp Hướng Cao, Phương Tùng Triết, Ngô Đạo Nam.                                                                           | Tháng 8, Diệp Hướng Cao trí sĩ. |
| Vạn Lịch năm thứ 43, Ất Mão (1615)                             | Phương Tùng Triết                                                 | Phương Tùng Triết, Ngô Đạo Nam.                                                                                           | Đông Cung xảy ra "Đĩnh kích án". |
| Vạn Lịch năm thứ 44, Bính Thìn (1616)                          | Phương Tùng Triết                                                 | Phương Tùng Triết, Ngô Đạo Nam.                                                                                           | Nỗ Nhĩ Cáp Xích thành lập nhà Hậu Kim. |
| Vạn Lịch năm thứ 45, Đinh Tỵ (1617)                            | Phương Tùng Triết                                                 | Phương Tùng Triết, Ngô Đạo Nam.                                                                                           | |
| Vạn Lịch năm thứ 46, Mậu Ngọ (1618)                            | Phương Tùng Triết                                                 | Phương Tùng Triết | |
| Vạn Lịch năm thứ 47, Kỷ Mùi (1619)                             | Phương Tùng Triết                                                 | Phương Tùng Triết | |
| Vạn Lịch năm thứ 48 – Thái Xương nguyên niên, Canh Thân (1620) | Phương Tùng Triết (đến tháng Chạp) Lưu Nhất Chủ (từ tháng Chạp)   | Phương Tùng Triết, Sử Kế Giai, Thẩm Quán, Hà Tông Ngạn, Lưu Nhất Chủ, Hàn Hoảng, Chu Quốc Tộ, Tôn Như Du, Diệp Hướng Cao. | Tháng 8, Minh Quang Tông kế vị. Tháng 9, Quang Tông băng hà sau khi dùng hồng hoàn, sử xưng "Hồng hoàn án". Sau đó phát sinh "Di cung án", Minh Hy Tông kế vị. Kể từ tháng 8 là Thái Xương nguyên niên. Tháng 12, Phương Tùng Triết trí sĩ. |

## Nội Các thời kỳThiên Khải(1621 - 1627)
Thiên Khải là niêu hiệu của hoàng đế thứ 15 Minh Hy Tông Chu Do Hiệu. Dưới thời Hy Tông, bè lũ hoạn quan Ngụy Trung Hiền được tin dùng, triều thần phần nhiều ngả về phe Yêm Đảng. Gian thần lộng hành, triều cương hỗn loạn, Yêm Đảng cùng Đông Lâm Đảng tranh giành quyết liệt. Thiên Khải năm thứ 7 (1627), Hy Tông bạo bệnh mà băng hà, di chiếu truyền ngôi cho Tín Vương Chu Do Kiểm.
| Thời gian                              | Nội Các thủ phụ                                                                                                  | Thành viên Nội Các | Ghi chú |
| -------------------------------------- | --- | --- | --- |
| Thiên Khải nguyên niên, Tân Dậu (1621) | Lưu Nhất Chủ (đến tháng 10) Diệp Hướng Cao (từ tháng 10)                                                         | Diệp Hướng Cao, Lưu Nhất Chủ, Hàn Hoảng, Sử Kế Giai, Thẩm Quán, Hà Tông Ngạn, Chu Quốc Tộ, Tôn Như Du.                                             | Lưu Nhất Chủ bị giáng chức. |
| Thiên Khải năm thứ 2, Nhâm Tuất (1622) | Diệp Hướng Cao                                                                                                   | Diệp Hướng Cao, Lưu Nhất Chủ, Hàn Hoảng, Sử Kế Giai, Thẩm Quán, Hà Tông Ngạn, Chu Quốc Tộ, Tôn Thừa Tông.                                          | Ngụy Trung Hiền hặc tội Lưu Nhất Chủ khiến Lưu Nhất Chủ cáo quan về quê. |
| Thiên Khải năm thứ 3, Quý Hợi (1623)   | Diệp Hướng Cao                                                                                                   | Diệp Hướng Cao, Hàn Hoảng, Sử Kế Giai, Hà Tông Ngạn, Chu Quốc Tộ, Cố Bỉnh Khiêm, Chu Quốc Trinh, Chu Diên Hy, Ngụy Quảng Vy, Tôn Thừa Tông.        | |
| Thiên Khải năm thứ 4, Giáp Tý (1624)   | Diệp Hướng Cao (đến tháng 7) Hàn Hoảng (đến tháng 11) Chu Quốc Tộ (đến tháng Chạp) Cố Bỉnh Khiêm (từ tháng Chạp) | Diệp Hướng Cao, Hàn Hoảng, Hà Tông Ngạn, Chu Quốc Trinh, Cố Bỉnh Khiêm, Chu Diên Hy, Ngụy Quảng Vy, Tôn Thừa Tông.                                 | Tháng 6, Dương Liên dâng sớ tố cáo Ngụy Trung Hiền 24 tội lớn, nhưng Hy Tông không nghe. Ngụy Trung Hiền sau đó cho người hại chết cả nhà Dương Liên. Diệp Hướng Cao, Hàn Hoảng, Chu Quốc Tộ trí sĩ. |
| Thiên Khải năm thứ 5, Ất Sửu (1625)    | Cố Bỉnh Khiêm | Cố Bỉnh Khiêm, Chu Diên Hy, Ngụy Quảng Vy, Châu Như Bàn, Hoàng Lập Cực, Đinh Thiệu Thức, Phùng Thuyên, Tôn Thừa Tông.                              | Ngụy Trung Hiền sát hại toàn bộ thành viên Đông Lâm Đảng, từ năm sau thành viên Nội Các đều là người Yêm Đảng. |
| Thiên Khải năm thứ 6, Bính Dần (1626)  | Cố Bỉnh Khiêm (đến tháng 9) Hoàng Lập Cực (từ tháng 9)                                                           | Cố Bỉnh Khiêm, Hoàng Lập Cực, Đinh Thiệu Thức, Phùng Thuyên, Thi Phụng Lai, Trương Thụy Đồ, Lý Nguyên Trị.                                         | Tháng 9, Hoàng Thái Cực kế vị Khả Hãn Hậu Kim. |
| Thiên Khải năm thứ 7, Đinh Mão (1627)  | Hoàng Lập Cực (đến tháng 11) Thi Phụng Lai                                                                       | Hoàng Lập Cực, Thi Phụng Lai, Trương Thụy Đồ, Lý Nguyên Trị, Lai Tông Đạo, Dương Cảnh Thần, Châu Đạo Đăng, Tiền Long Tích, Lý Tiêu, Lưu Hồng Huấn. | Tháng 8, Minh Hy Tông băng hà, Minh Tư Tông kế vị, lấy niên hiệu Sùng Trinh. Yêm Đảng bị dẹp trừ, toàn bộ thành viên Nội Các thay bằng người của Đông Lâm Đảng. Tuy nhiên 17 năm trị vì, thành viên Nội Các thay đổi quá vội vàng, sử xưng "Sùng Trinh ngũ thập tướng" (50 thừa tướng thời Sùng Trinh). |

## Nội Các thời kỳSùng Trinh(1628 - 1644)
Sùng Trinh là niên hiệu của hoàng đế thứ 16 Minh Tư Tông Chu Do Kiểm, đệ đệ của Hy Tông. Thời kỳ tại vị, Tư Tông thức khuya dậy sớm, siêng năng chính vụ, tự thân chăm việc. Buổi đầu kế vị, Minh Tư Tông nhanh chóng dẹp trừ bè đảng Ngụy Trung Hiền, triều cương phấn chấn. Tuy nhiên, bản thân không đủ kiên nhẫn, thay đổi quan viên vội vã, tình trạng đảng tranh ngày càng trầm trọng. Kể từ sau thời Vạn Lịch, Thiên Khải, quốc lực hao tổn, dân biến ngày càng nghiêm trọng, cùng với mối họa Hậu Kim nhiều năm xâm lấn, hoàng đế lực bất tòng tâm. Sùng Trinh năm thứ 17 (1644), Lý Tự Thành công chiếm Thuận Thiên Phủ, Tư Tông tự vẫn ở Môi Sơn, Đại Minh diệt vong. Các thế lực trung thành với nhà Minh đã lập triều đình mới tại Nam Kinh, xây dựng Nội Các mới.
| Thời gian                               | Nội Các thủ phụ | Thành viên Nội Các | Ghi chú |
| --------------------------------------- | --- | --- | --- |
| Sùng Trinh nguyên niên, Mậu Thìn (1628) | Thi Phụng Lai (đến tháng 3) Lý Nguyên Trị (đến tháng 5) Lai Tông Đạo (đến tháng 6) Châu Đạo Đăng (đến tháng Chạp) Hàn Hoảng (từ tháng Chạp) | Thi Phụng Lai, Trương Thụy Đồ, Lý Nguyên Trị, Lai Tông Đạo, Dương Cảnh Thần, Châu Đạo Đăng, Lý Tiêu, Tiền Long Tích, Lưu Hồng Huấn, Hàn Hoảng.                                                | Thi Phụng Lai, Lý Nguyên Trị và Lai Tông Đạo lần lượt trí sĩ. |
| Sùng Trinh năm thứ 2, Kỷ Tỵ (1629)      | Hàn Hoảng | Hàn Hoảng, Châu Đạo Đăng, Lý Tiêu, Tiền Long Tích, Thành Cơ Mệnh, Châu Diên Nho, Hà Như Sủng, Tiền Tượng Khôn, Tôn Thừa Tông.                                                                 | Hậu Kim lần đầu tiên vượt quan ải, tấn công ngoại thành Bắc Kinh. |
| Sùng Trinh năm thứ 3, Canh Ngọ (1630)   | Hàn Hoảng (đến tháng Giêng) Lý Tiêu (đến tháng 3) Thành Cơ Mệnh (đến tháng 9) Châu Diên Nho (từ tháng 9)                                    | Hàn Hoảng, Lý Tiêu, Thành Cơ Mệnh, Châu Diên Nho, Hà Như Sủng, Tiền Tượng Khôn, Ôn Thể Nhân, Ngô Tông Đạt.                                                                                    | Hàn Hoảng, Lý Tiêu, Thành Cơ Mệnh lần lượt trí sĩ. |
| Sùng Trinh năm thứ 4, Tân Mùi (1631)    | Châu Diên Nho | Châu Diên Nho, Hà Như Sủng, Tiền Tượng Khôn, Ôn Thể Nhân, Ngô Tông Đạt. | |
| Sùng Trinh năm thứ 5, Nhâm Thân (1632)  | Châu Diên Nho | Châu Diên Nho, Ôn Thể Nhân, Ngô Tông Đạt, Trịnh Dĩ Vĩ, Từ Quang Khải. | |
| Sùng Trinh năm thứ 6, Quý Dậu (1633)    | Châu Diên Nho (đến tháng 6) Ôn Thể Nhân (từ tháng 6)                                                                                        | Châu Diên Nho, Ôn Thể Nhân, Ngô Tông Đạt, Trịnh Dĩ Vĩ, Từ Quang Khải, Tiền Sĩ Thăng, Vương Ứng Hùng, Hà Ngô Sô, Hà Như Sủng.                                                                  | Châu Diên Nho bị bãi chức. |
| Sùng Trinh năm thứ 7, Giáp Tuất (1634)  | Ôn Thể Nhân | Ôn Thể Nhân, Ngô Tông Đạt, Vương Ứng Hùng, Hà Ngô Sô, Tiền Sĩ Thăng. | Tháng 7, Hậu Kim lần thứ hai xâm nhập quan ải, tấn công Tuyên Phủ, Đại Đồng. |
| Sùng Trinh năm thứ 8, Ất Hợi (1635)     | Ôn Thể Nhân | Ôn Thể Nhân, Ngô Tông Đạt, Vương Ứng Hùng, Hà Ngô Sô, Tiền Sĩ Thăng, Văn Chấn Mạnh, Trương Chí Phát.                                                                                          | Tháng Giêng, Cao Nghênh Tường, Lý Tự Thành đánh chiếm Phượng Dương, đốt phá Minh Hoàng Lăng. |
| Sùng Trinh năm thứ 9, Bính Tý (1636)    | Ôn Thể Nhân | Ôn Thể Nhân, Tiền Sĩ Thăng, Trương Chí Phát, Lâm Can, Hoàng Sĩ Tuấn, Khổng Trinh Vận, Hạ Phùng Thánh.                                                                                         | Tháng 4, Hoàng Thái Cực xưng đế, cải quốc hiệu Đại Thanh. Tháng 5, quân Thanh xâm nhập quan ải lần thứ ba. |
| Sùng Trinh năm thứ 10, Đinh Sửu (1637)  | Ôn Thể Nhân (đến tháng 6) Trương Chí Phát (từ tháng 6)                                                                                      | Ôn Thể Nhân, Trương Chí Phát, Hoàng Sĩ Tuấn, Hạ Phùng Thánh, Khổng Trinh Vận, Lưu Vũ Lượng, Phó Quán, Tiết Quốc Quan.                                                                         | Ôn Thể Nhân trí sĩ. |
| Sùng Trinh năm thứ 11, Mậu Dần (1638)   | Trương Chí Phát (đến tháng 4) Khổng Trinh Vận (đến tháng 6) Lưu Vũ Lượng (từ tháng 6)                                                       | Trương Chí Phát, Hoàng Sĩ Tuấn, Hạ Phùng Thánh, Khổng Trinh Vận, Lưu Vũ Lượng, Phó Quán, Tiết Quốc Quan, Trình Quốc Tường, Dương Tự Xương, Phương Phùng Niên, Thái Quốc Dụng, Phạm Phúc Toái. | Trương Chí Phát, Khổng Trinh Vận bị bãi chức. Tháng 8, quân Thanh xâm nhập quan ải lần thứ tư. |
| Sùng Trinh năm thứ 12, Kỷ Mão (1639)    | Lưu Vũ Lượng (đến tháng 2) Tiết Quốc Quan (từ tháng 2)                                                                                      | Lưu Vũ Lượng, Tiết Quốc Quan, Trình Quốc Tường, Dương Tự Xương, Thái Quốc Dụng, Phạm Phúc Toái, Diêu Minh Cung, Trương Tứ Tri, Ngụy Chiêu Thặng.                                              | Lưu Vũ Lượng bị bãi chức. |
| Sùng Trinh năm thứ 13, Canh Thìn (1640) | Tiết Quốc Quan (đến tháng 6) Phạm Phúc Toái (từ tháng 6)                                                                                    | Tiết Quốc Quan, Trình Quốc Tường, Phạm Phúc Toái, Diêu Minh Cung, Trương Tứ Tri, Ngụy Chiêu Thặng, Tạ Thăng, Trần Diễn, Dương Tự Xương.                                                       | Tiết Quốc Quan trí sĩ. |
| Sùng Trinh năm thứ 14, Tân Tỵ (1641)    | Phạm Phúc Toái (đến tháng 5) Trương Tứ Tri (đến tháng 9) Châu Diên Nho (từ tháng 9)                                                         | Phạm Phúc Toái, Trương Tứ Tri, Ngụy Chiêu Thặng, Tạ Thăng, Trần Diễn, Châu Diên Nho, Hạ Phùng Thánh, Trương Chí Phát, Dương Tự Xương.                                                         | Tháng Giêng, Lý Tự Thành công chiếm Lạc Dương, giết Phúc Vương Chu Thường Tuân. Tháng 9, Lý Tự Thành đánh bại Tổng đốc Thiểm Tây Phó Tông Long. Phạm Phúc Toái bị bãi chức, Trương Tứ Tri tạm quyền thủ phụ. |
| Sùng Trinh năm thứ 15, Nhâm Ngọ (1642)  | Châu Diên Nho | Châu Diên Nho, Hạ Phùng Thánh, Trương Chí Phát, Ngụy Chiêu Thặng, Tạ Thăng, Trần Diễn, Tưởng Đức Cảnh, Hoàng Cảnh Phưởng, Ngô Sân, Vương Ứng Hùng.                                            | Tháng 3, Tùng Sơn, Cẩm Châu thất thủ, Hồng Thừa Trù hàng Thanh. Tháng 11, quân Thanh lần thứ năm nhập quan. |
| Sùng Trinh năm thứ 16, Quý Mùi (1643)   | Châu Diên Nho (đến tháng 5) Trần Diễn (từ tháng 5)                                                                                          | Châu Diên Nho, Trần Diễn, Tưởng Đức Cảnh, Hoàng Cảnh Phưởng, Ngô Sân, Ngụy Tào Đức, Lý Kiến Thái, Phương Nhạc Cống.                                                                           | Tháng 2, Lý Tự Thành đổi tên Tương Dương thành Tương Kinh, xưng là "Tân Thuận Vương". Tháng 5, Trương Hiến Trung đánh Vũ Xương, lập chính quyền Đại Tây. Tháng 9, Lý Tự Thành đánh bại Tôn Truyền Đình tại Hiệp huyện. Tháng 10, Lý Tự Thành công phá Đồng Quan, giết Tôn Truyền Đình, qua đó chiếm toàn bộ Thiểm Tây. Châu Diên Nho bị bãi chức. |
| Sùng Trinh năm thứ 17, Giáp Thân (1644) | Trần Diễn (đến tháng 2) Tưởng Đức Cảnh (đến tháng 3) Ngụy Tào Đức (đến tháng 3) Lý Kiến Thái (đến tháng 5)                                  | Trần Diễn, Tưởng Đức Cảnh, Ngụy Tào Đức, Lý Kiến Thái, Phương Nhạc Cống, Phạm Cảnh Văn, Khâu Du.                                                                                              | Mồng 5 tháng Giêng, Lý Tự Thành xưng vương ở Tây An, đặt quốc hiệu Đại Thuận, cải niên hiệu Vĩnh Xương. Tháng 3, Lý Tự Thành công chiếm Bắc Kinh, Minh Tư Tông tự vẫn. Trần Diễn, Tưởng Đức Cảnh miễn chức, Lý Kiến Thái làm Thủ phụ trên danh nghĩa đến tháng 5.                                                                                 |